# Угры (село)
Угры (укр. Угри) — село в Городокской городской общине Львовского района Львовской области Украины.
Население по переписи 2001 года составляло 1134 человека. Занимает площадь 2,17 км². Почтовый индекс — 81553. Телефонный код — 3231.

## История
В 1946 г. Указом ПВС УССР село Угорцы переименовано в Незаботовку.
Современное название с 1960 г.